# Krusty il Clown
Sir Herschel Shmoikel Pinchas Yerucham Krustofski (in ebraico הרשל שמויכל פינחס ירוחם קרוסטופסקי, in yiddish ערשעל שמאָיכל פינחאס יעראָחאם קרוסטאָפסקי), meglio noto come Krusty, è un personaggio della serie animata I Simpson. In originale è doppiato da Dan Castellaneta, mentre in italiano da Fabrizio Mazzotta. Krusty è un pagliaccio televisivo che conduce un programma per ragazzi noto come: "Krusty il Clown Show" dove è possibile assistere ai suoi sketch e soprattutto al "Grattachecca e Fichetto Show". Inoltre, all'infuori della famiglia Simpson e di Nonno Simpson, è uno dei pochi personaggi della serie a comparire nei cortometraggi de I Simpson.

## Aspetto e personalità
Krusty in realtà si chiama Herschel Pinchas Yerucham Krustofski (inizialmente Herschel Schmoikel Krustofski), ed è di origini ebraiche. È l'unico figlio di Hyman e Rachael Krustofski. Ha una sorella di nome Barbara, ex-moglie di Telespalla Mel nonché un fratellastro, Luke Perry ed una sorellastra di nome Gina. Si è molto scontrato con il padre rabbino che non voleva che facesse il pagliaccio, ritenendolo un mestiere troppo ridicolo. Sarà Bart, con l'aiuto determinante di sua sorella Lisa, a farli riappacificare nel sesto episodio della terza stagione (Tale padre, tale clown), dove si racconta come fosse stimato da tutti e dal figlio, il quale però desiderava far ridere la gente: scoperto nel suo primo ingaggio presso un gruppo di rabbini, il padre non gli aveva più rivolto la parola.
Krusty ha il viso perennemente bianco (nelle prime puntate é un trucco ma nelle puntate successive é diventato il colore naturale della sua faccia per via dell'abuso di alcool e fumo), ha degli ispidi capelli tinti di verde e indossa spesso una maglietta viola, un cravattino blu, dei pantaloni verde chiaro e delle scarpe da pagliaccio rosse, ben più grandi dei suoi piedi. La sua età non viene mai resa nota ma sembra che abbia più di 60 anni perché in un episodio afferma di fare il clown dai primi anni cinquanta. Krusty ha anche un terzo capezzolo, una voglia a forma di vitello e una cicatrice sul petto per i conseguenti interventi al cuore dovuti ai troppi spot da lui girati per promuovere carne suina.
Krusty è l'idolo di Bart, che possiede ogni tipo di suo gadget. In molte occasioni Bart aiuta Krusty (anche se nell'episodio Bart la spia lo fa condannare involontariamente per evasione fiscale), ma Krusty non si ricorda mai di lui. Nel programma televisivo di Krusty lavorano Telespalla Mel e la scimmietta addestrata Mr. Teeny (chiamata a volte "Signor Piccino" è vittima del suo padrone ed è sempre in preda ad una smaniosa voglia di fumare. È brasiliana ed è molto apprezzata da Homer).
Ha lavorato con Krusty anche Telespalla Bob, fino alla rottura: stanco della sua carriera di dolorosità comica, Bob decise di incastrare Krusty per rapina a mano armata, venendo però smascherato da Bart. Nella stessa puntata viene affermato che Krusty è analfabeta, anche se in molte puntate successive lo si vede leggere senza problemi. Successivamente Bob tenterà di uccidere Krusty perché questi ha annunciato di aver cancellato tutti i suoi vecchi show. Quando Krusty fa pubblicamente le sue scuse a Bob, questi sventa l'omicidio da lui stesso progettato. Così si riconciliano il Clown e la sua Telespalla. In un episodio si scopre che il fratellastro segreto di Krusty è Telespalla Luke Perry, il Dylan della serie televisiva Beverly Hills 90210, il quale gli fa da spalla in una puntata speciale del suo spettacolo.
Sempre Krusty, in un altro episodio afferma che fra le sue "Telespalle" che si sono succedute nel corso degli anni, una delle sue preferite rimarrà Telespalla Raheem. Questa Telespalla ha un fisico possente ed è scuro di pelle, porta occhiali da sole e una capigliatura afro. Raheem comparirà anche in un altro episodio, quello del funerale (poi rivelatosi finto) di Krusty, in cui pronuncia il discorso funebre. In questa puntata Krusty inscena il suo suicidio per sfuggire al fisco, dopo che Bart lo ha fatto involontariamente incriminare per evasione fiscale. Un altro tarchiato collaboratore dello show di Krusty è Caporale Massimo Pestaggio.
Nel 1984, durante i Giochi della XXIII Olimpiade Krusty fece un'offerta: «Se l'America vince una medaglia d'oro avrete in omaggio Krusty Burger». Ovviamente l'offerta era truccata perché, secondo i suoi collaboratori «sono giochi che i comunisti non perdono mai». Per effetto del boicottaggio sovietico l'America vinse ogni sport, e Krusty ci rimise 44 milioni di dollari. Questa campagna era basata su una reale lotteria di McDonald's di quell'anno, attraverso cui si vincevano vari premi per ogni medaglia vinta dagli americani: essendo stati gli Stati Uniti vincitori in ogni disciplina con tre medaglie per gara, la celebre catena finì per dover dare molti più hamburger Big Mac del previsto, perdendo quindi anche molto capitale.
Nonostante sia un presentatore televisivo per bambini, Krusty molto spesso dimostra di essere un personaggio di dubbia moralità: per esempio non ama molto i bambini ed evita di entrare troppo in contatto con loro evitando persino di firmare autografi in più occasioni. Krusty è inoltre un fumatore incallito e sembra essere anche un cocainomane (in un episodio si avrà la conferma di ciò quando uscendo da un bagno pubblico, gli si vedrà il naso sporco di cocaina). È un pervertito, morbosamente legato ai soldi e alla fama, cinico e dedito a tutti i vizi possibili (tra i quali gioco d'azzardo, alcool e scommesse sulle corse dei cani). Negli anni, a causa del suo stile di vita sregolato, il suo show ha perso sempre più comicità: infatti, è stato classificato nella lista dei "10 peggiori Clown d'America". Inoltre gran parte delle sue battute (come lui stesso ha dichiarato) sono rubate ad altri show televisivi, risultando spesso poco divertenti. Krusty ha anche un terzo capezzolo, una voglia a forma di vitello ed una cicatrice sul petto per i conseguenti interventi al cuore dovuti ai troppi spot da lui girati per promuovere carne suina.
È uno degli uomini più facoltosi di Springfield, forse il suo patrimonio è secondo solo a quello del sindaco Quimby e di Charles Montgomery Burns. Oltre ad essere il conduttore dello show televisivo più amato dai bambini, è proprietario della catena di fast food "Krusty Burger", che serve per lo più cibo-spazzatura da cui lui stesso si tiene alla larga, tranne quando è costretto ad assaggiarlo per pubblicizzarlo, ma finisce sempre per sputarlo non appena finito di girare lo spot. La sua immagine è sfruttata da un vasto merchandising che non comprende solo giocattoli e altri gadget, ma anche cereali per la prima colazione, dei test di gravidanza, contatori geiger e uno sciroppo per la tosse. In una puntata, quest'ultimo sarà l'ingrediente segreto di un cocktail di grande successo, creato da Homer ma rubato da Boe, chiamato Flambé Boe. Quasi tutti i prodotti legati al suo marchio sono prodotti illegalmente, senza alcuna norma igienica o controlli adeguati. In una puntata lega il suo nome e marchio a delle caramelle prodotte con additivi tossici (dicendo che sono fatte con ingredienti naturali e biologici). Le caramelle si riveleranno il suo primo successo a livello di merchandising, venendo ossessivamente consumate da tutti i bambini e ragazzi di Springfield ma si scoprirà che causano paralisi in chi le mangia.
È stato deputato al Congresso per il Partito Repubblicano Statunitense, anche se afferma in una puntata di aver votato per Bill Clinton nel 1992, e in questa veste farà una legge per evitare che gli aeroplani possano volare troppo vicini alle case dei ricchi. Krusty ha diversi figli, molti nati dal matrimonio con Mia Farrow e una figlia, Sophie, nata da una relazione con una soldatessa che odia i pagliacci perché Krusty le ha impedito di uccidere Saddam Hussein per poter fare battute su quest'ultimo durante i suoi show con gli altri soldati.
A partire dall'episodio "Sotterfugio Giallo" della venticinquesima stagione Krusty perde la fiducia e la fama dei suoi ammiratori, rendendosi conto di non essere nato per la comicità. Nel primo episodio della ventiseiesima stagione "Depressioni di un Clown" perde il padre in seguito al disapprovo di quest'ultimo su quanto sia divertente e decide di chiudere per sempre lo show. Solo alla fine dell'episodio, tramite una visione, comprenderà che in realtà il rabbino Krustofski gli ha sempre voluto bene e ha apprezzato le sue battute sin da quando era bambino.

## Origini del personaggio
Il nome Krusty deriva, come afferma Matt Groening, da quello del pagliaccio televisivo di una TV locale di Portland, Rusty Nails (letteralmente Chiodi arrugginiti, originariamente conosciuto come Rusty the Clown). Un'altra fonte d'ispirazione per Groening è legata però a due incidenti con dei pagliacci: il primo a diciannove anni, quando fu inseguito da un clown muto; il secondo qualche tempo più tardi, quando fu umiliato pubblicamente dal pagliaccio di un circo di Los Angeles.
Originariamente Krusty avrebbe dovuto essere un'identità segreta di Homer (infatti sono quasi dei sosia ad eccezione del fatto che Krusty ha i capelli), ma l'idea venne scartata per evitare trame troppo complicate.